# الريشة (رواية)
الريشة (بالإنجليزية: Shuttlecock)‏ هي رواية للكاتب الإنجليزي غراهام سويفت، نشرت عام 1981، عن دار نشر ألن لين.

## روابط خارجية
- الريشة على موقع الموسوعة البريطانية (الإنجليزية)